# Віганциці
Віґанциці (пол. Wigańcice) — село в Польщі, у гміні Зембіце Зомбковицького повіту Нижньосілезького воєводства.
Населення — 387 осіб (2011).
У 1975-1998 роках село належало до Валбжиського воєводства.

## Демографія
Демографічна структура станом на 31 березня 2011 року:
|          | Загалом | Допрацездатний вік | Працездатний вік | Постпрацездатний вік |
| -------- | ------- | ------------------ | ---------------- | -------------------- |
| Чоловіки | 207     | 44                 | 142              | 21                   |
| Жінки    | 180     | 31                 | 107              | 42                   |
| Разом    | 387     | 75                 | 249              | 63                   |